# Atrichopogon chrysosphaerotus
Atrichopogon chrysosphaerotus är en tvåvingeart som beskrevs av Ingram och John William Scott Macfie 1921. Atrichopogon chrysosphaerotus ingår i släktet Atrichopogon och familjen svidknott. Inga underarter finns listade i Catalogue of Life.